# Ганжуржаб
Ганжуржаб (1903 — 1971) — монгольський військовий діяч, генерал маньчжурської армії, що діяла під егідою Японської імперії. Діяч боротьби за незалежність Внутрішньої Монголії від Китаю.

## Біографія
Другий син гуна Бабучжаба, одного з монгольських лідерів боротьби за незалежність. Після смерті батька навчався в Токіо в Університеті Васеда, у Військовій академії Імператорської армії Японії.
У 1927 після випуску з Академії одружився з маньчжурською принцессою Йосіко Кавасіме, яка з восьми років виховувалася в сім'ї японця і перебувала під контролем японських спецслужб. Весілля відбулося в Порт-Артурі, нині китайський Далянь. Їхній шлюб тривав два роки.
Служив у Національній армії Менцзяна, потім у Маньчжурській імператорській армії, яка навчалася та оснащувалась Японією для використання проти Китаю.
У серпні 1945 СРСР оголосив війну Японії. На той момент Ганжуржаб був генерал-лейтенантом та командував дев'ятим військовим округом. Уранці 16 серпня він залишив бойові позиції. Війська округу, залишившись без командування, розбіглися. У ці дні його брат (також генерал), який командував десятим округом, наказав монголам-підлеглим вбити всіх японських офіцерів, після чого дві тисячі його солдатів без бою здалися Червоній армії.
Заарештований радянськими військами, пізніше переданий владі КНР. Утримувався у Фушунській в'язниці для військових злочинців, у 1960-х амністований.
Помер в 1971.